# Comuna Ruše
Ruše (Občina Ruše) este o comună din Slovenia, cu o populație de 7.351 de locuitori (2002).

## Localități
Bezena, Bistrica ob Dravi, Fala, Lobnica, Log, Ruše, Smolnik